# Équipe d'Ouzbékistan féminine de hockey sur gazon
Maillots
L'Équipe d'Ouzbékistan féminine de hockey sur gazon représente l'Ouzbékistan dans les compétitions internationales féminines de hockey sur gazon.

## Histoire dans les tournois

### Jeux asiatiques
- 1994 - 5e
- 1998 - 5e

### Coupe d'Asie
- 1993 - 5e

### Coupe AHF
- 2016 - 7e